# Urban Dietrich von Lüdecke

Urban Dietrich von Lüdecke nach einem Kupferstich von Bernigeroth

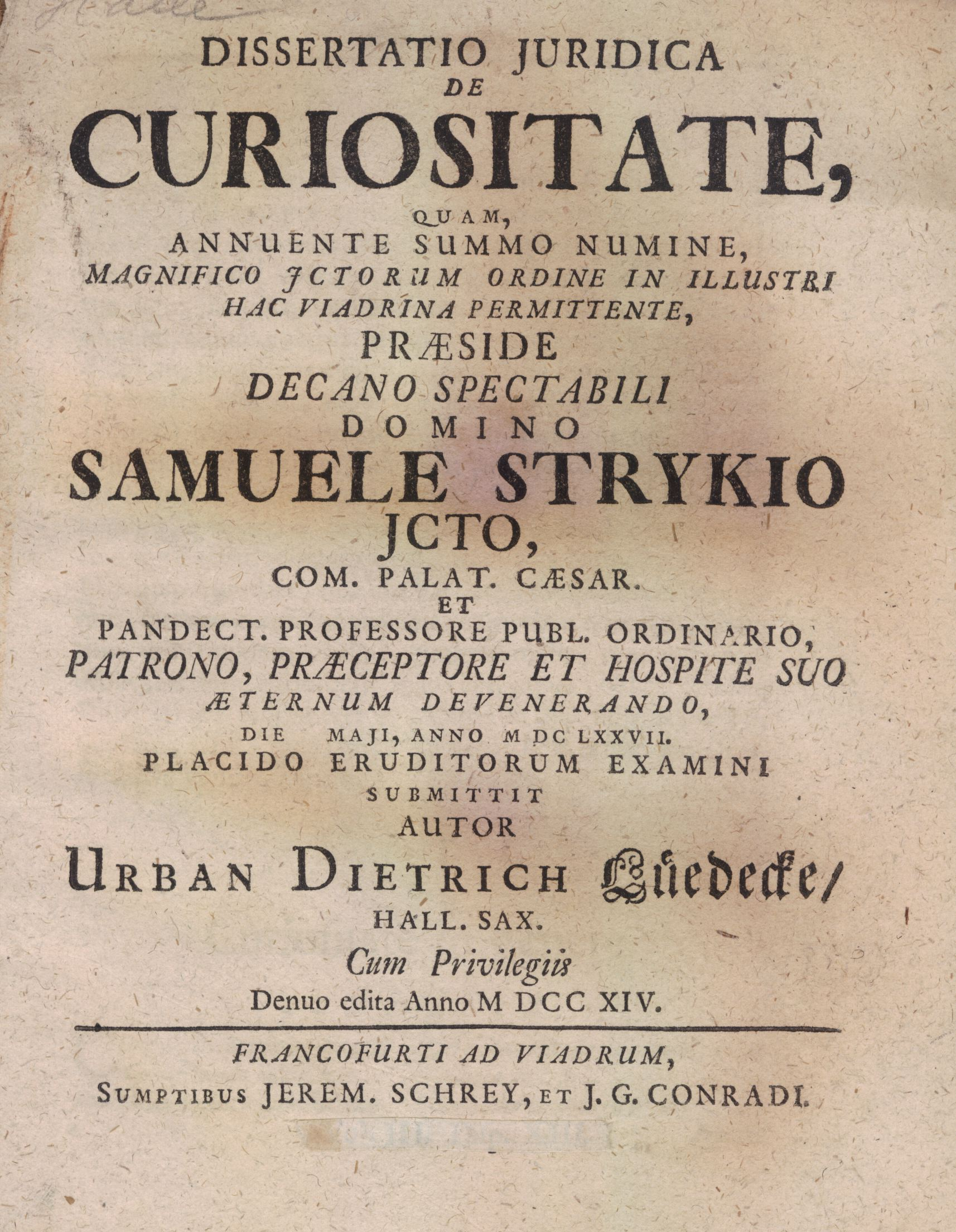
Juristische Dissertation

Urban Dietrich von Lüdecke (* 8. September 1655 in Calbe; † 15. November 1729, begraben in der Trinitatiskirche in Wolfenbüttel), war ein braunschweig-wolfenbüttelscher Staatsmann, königlich preußischer und fürstlich braunschweig-lüneburgischer Geheimrat und Kanzler zu Wolfenbüttel sowie Erbherr zu Sickte.

## Familie
Lüdecke wurde geboren als Sohn des kurfürstlich brandenburgischen Amtmanns zu Giebichenstein Jacob Lüdecke und der Clara Elisabeth, geb. Kern. Er heiratete am 18. Oktober 1681 in Halle (Saale) Clara Elisabeth Mathesius (* 18. Oktober 1661 in Halle; † 1. Januar 1721 in Wolfenbüttel), Tochter des Johann Mathesius und der Clara Margarethe, geb. Stisser. Sie hatten 15 Kinder.

## Leben
Er besuchte das Gymnasium zu Halle und studierte zunächst ab 1672 an der Universität Leipzig und ab 1675 an der Universität Frankfurt (Oder), wo er 1677 unter Samuel Stryk de curiositate disputierte. Ab 1678 bereiste er zwei Jahre lang die Niederlande, England und Frankreich. Ab 1681 praktizierte er in Halle, wurde Pfänner und Inspektor der Ratskämmerei und 1685 Assessor am Schöppenstuhl. 1686 wurde er zum Hofrat am Hofgericht Wolfenbüttel berufen, 1693 Geheimrat und 1697 Wirklicher Geheimrat. 1703 wurde er unter Beibehaltung der braunschweigischen Dienste vom König von Preußen zum Geheimrat, Stiftshauptmann und Ober-Steuerdirektor von Quedlinburg ernannt, 1704 eingeführt und gleichzeitig vom braunschweigischen Hof zum Direktor der Kanzlei und vom Konsistorium bestellt. Am 29. September 1704 erhob ihn der preußische König Friedrich I. in den erblichen Adelsstand. 1706 wurde er nach Berlin berufen, wo ihm die Präsidentenstelle im Tribunal oder Ober-Appellationsgericht angeboten wurde. Er war auch bereit, diese Stelle anzutreten, allein Herzog Anton Ulrich wollte ihn nicht gehen lassen, und so erhielt er vom königlich preußischen Hofe die Erlaubnis, in Wolfenbüttel zu bleiben. 1714 sollte wegen der Nordischen Unruhen in Braunschweig ein Friedenskongress stattfinden, wobei König Friedrich Wilhelm I. Lüdecke zu seinem plenipotentiario ernannte. Herzog Anton Ulrich intervenierte. Friedrich Wilhelm I. forderte daraufhin Lüdecke auf, entweder die fürstlich braunschweigischen oder die königlichen Dienste einschließlich der Quedlinburgischen Hauptmannschaft zu verlassen. Lüdecke entschied sich für letzteres. Am 17. November 1718 verstarb der Kanzler Philipp Ludwig Probst von Wendhausen und Herzog August Wilhelm machte Lüdecke bereits am folgenden Tage zu dessen Nachfolger. Er blieb es bis zu seinem Lebensende.

## Schriften (Auswahl)
- Dissertatio Juridica De curiositate. (= Dissertation Universität Frankfurt) Schrey, Frankfurt/Oder 1677, OCLC 257406190.

## Nachkommen
1. Johann Jacob von Lüdecke (1682–1750), verh. I. Anna Elisabeth Wlömer, verh. II. Sophia Jurina von Helmolt.
2. August Wilhelm von Lüdecke (1687–1711).
3. Urban Dietrich von Lüdecke (1688–1755), verh. Sophia Helena Johanna von Burchtorff.
4. Margarethe Elisabeth von Lüdecke (1689–1725).
5. Johann Adolph von Lüdecke (1692–1728), verh. Sophie Eleonore von Rauschenplat.
6. Rudolf Anton von Lüdecke (1694–1725), verh. Sophie Margarethe Elisabeth Diederichs.

9 von 15 Kindern verstarben in jungen Jahren.